# Dungannon (Wirginia)
Dungannon – miasto w Stanach Zjednoczonych, w stanie Wirginia, w hrabstwie Scott.